# تان نینگ
تان نینگ (انگلیسی: Tan Ning؛ زادهٔ ۳ آوریل ۲۰۰۳) بدمینتون‌باز اهل چین است.